# Wzmacniacz fotograficzny
Wzmacniacz fotograficzny – materiał chemiczny służący do podniesienia kontrastu z wywołanego już materiału fotograficznego w procesie fotografii tradycyjnej. Wzmaczniacza używa się tylko w przypadkach kiedy proces wywołania materiału lub czas jego naświetlenia był za krótki. Najczęściej wzmacniacz fotograficzny jest używany wobec materiałów negatywowych.